# کالین اتوود
کالین اتوود (انگلیسی: Colleen Atwood؛ زادهٔ ۲۵ سپتامبر ۱۹۴۸) یک طراح لباس اهل ایالات متحده آمریکا است.وی ۴ مرتبه در سال های ۲۰۰۳٫۲۰۰۶٫۲۰۱۱٫۲۰۱۷ برنده جایزه اسکار بهترین طراحی لباس شده است.

## فیلمشناسی
- سفیدبرفی و شکارچی (۲۰۱۲)
- سایه‌های سیاه (۲۰۱۲)
- سر وقت (۲۰۱۱)
- خاطرات عجیب و غریب (۲۰۱۱)
- توریست (۲۰۱۰)
- آلیس در سرزمین عجایب (۲۰۱۰)
- مأموریت غیرممکن ۳ (۲۰۰۶)
- خاطرات یک گیشا (فیلم) (۲۰۰۵)
- بدبیاری‌ها، داستان‌های لمونی اسنیکت (۲۰۰۴)
- ماهی بزرگ (۲۰۰۴)
- شیکاگو (۲۰۰۲)
- سیاره میمون‌ها (۲۰۰۱)
- اسلیپی هالو (۱۹۹۹)
- گاتاکا (۱۹۹۷)
- مریخ حمله می‌کند! (۱۹۹۶)
- زنان کوچک (۱۹۹۴)
- اد وود (۱۹۹۴)
- پسر ملوان (۱۹۹۴)
- فیلادلفیا (۱۹۹۳)
- روغن لورنزو (۱۹۹۲)
- سکوت بره‌ها (۱۹۹۱)
- جو در برابر آتشفشان (۱۹۹۰)
- شکارچی انسان (۱۹۸۶)